# Festival international du film de Palm Springs 2014
Le Festival international du film de Palm Springs 2014, la 25e édition du festival (25th Anniversary Palm Springs International Film Festival), s'est tenu du 3 au 13 janvier 2014.

## Sélection

### Awards Buzz: Best Foreign Language Film
- 15 Years and One Day (15 años y un día) de Gracia Querejeta  Espagne
- Anina d'Alfredo Soderguit  Uruguay
- Back to 1942 (一九四二, Yi jiu si er) de Feng Xiaogang  Chine
- Bethlehem (בית לחם) d'Yuval Adler  Israël
- Borgman d'Alex van Warmerdam  Pays-Bas
- The Broken Circle Breakdown de Felix Van Groeningen  Belgique
- The Butterfly's Dream (Kelebegin ruyasi) d'Yilmaz Erdogan  Turquie
- Mère et Fils (Pozitia copilului) de Calin Peter Netzer  Roumanie
- Circles (Krugovi) de Srdan Golubovic  Serbie
- Class Enemy (Razredni sovraznik) de Rok Bicek  Slovénie
- The Disciple (Lärjungen) d'Ulrika Bengts  Finlande
- An Episode in the Life of an Iron Picker (Epizoda u životu beraca željeza) de Danis Tanović  Bosnie-Herzégovine
- Gabrielle de Louise Archambault  Canada
- Le Médecin de famille (Wakolda) de Lucía Puenzo  Argentine
- Gloria de Sebastián Lelio  Chili
- The Good Road de Gyan Correa  Inde
- The Grandmaster de Wong Kar-wai  Hong Kong
- The Great Beauty (La grande bellezza) de Paolo Sorrentino  Italie
- The Great Passage (舟 を 編む, Fune wo amu) d'Yūya Ishii  Japon
- Halima's Path (Halimin put) d'Arsen Anton Ostojic  Croatie
- Heli d'Amat Escalante  Mexique
- Of Horses and Men (Hross i oss) de Benedikt Erlingsson  Islande
- Horses of God (Les Chevaux de Dieu) de Nabil Ayouch  Maroc
- The Hunt (Jagten) de Thomas Vinterberg  Danemark
- I Am Yours (Jeg er din) d'Iram Haq  Norvège
- Ilo Ilo (爸妈不在家, Bà Mā bù zài jiā) d'Anthony Chen  Singapour
- In Bloom (Grzeli nateli dgeebi) de Nana Ekvtimishvili  Géorgie
- Juvenile Offender (Beom-joe So-nyeon) de Kang Yi-kwan  Corée du Sud
- Le Grand Cahier (A nagy füzet) de János Szász  Hongrie
- Metro Manila de Sean Ellis  Royaume-Uni
- The Missing Picture de Rithy Panh  Cambodge
- Mother, I Love You (Mammu, es tevi milu) de Janis Nords  Lettonie
- The Old Man (Shal) d'Yermek Tursunov  Kazakhstan
- Omar (عمر) de Hany Abu-Assad  Palestine
- The Past (Le Passé) d'Asghar Farhadi  Iran
- Renoir de Gilles Bourdos  France
- The Rocket de Kim Mordaunt  Australie
- Stalingrad (Сталинград) de Fedor Bondarchuk  Russie
- Transit de Hannah Espia  Philippines
- D'une vie à l'autre (Zwei Leben) de Georg Maas  Allemagne
- Wadjda (وجدة) de Haifaa Al Mansour  Arabie saoudite
- Walesa. Man of Hope (Walesa. Czlowiek z nadziei) d'Andrzej Wajda  Pologne
- The Wall (Die Wand) de Julian Pölsler  Autriche
- White Lies (Tuakiri Huna) de Dana Rotberg  Nouvelle-Zélande
- Winter of Discontent (الشتا إللى فات, El sheita elli fat) d'Ibrahim El- Batout  Égypte[1]

### 25th Anniversary Showcase
- Cinema Paradiso (1988) de Giuseppe Tornatore  Italie
- Delicatessen (1992) de Jean-Pierre Jeunet  Belgique
- Departures (おくりびと, 2008) d'Yôjirô Takita  Japon
- La vie est belle (La vita è bella, 1997) de Roberto Benigni  Italie
- La Vie des autres (2006) de Florian Henckel von Donnersmarck  Allemagne
- Sólo con tu pareja (1991) d'Alfonso Cuarón  Mexique
- No Man's Land (2001) de Danis Tanović  Bosnie-Herzégovine
- Mar adentro (2004) d'Alejandro Amenábar  Espagne
- Sofie (1992) de Liv Ullmann  Danemark
- Ballroom Dancing (Strictly Ballroom, 1992) de Baz Luhrmann  Australie[2]

### Modern Masters
- Burning Bush (Horící ker) d'Agnieszka Holland  République tchèque
- Enemy de Denis Villeneuve  Canada
- The Last of the Unjust (Le Dernier des injustes) de Claude Lanzmann  France
- Le Week-End de Roger Michell  Royaume-Uni
- Like Father, Like Son (そして父になる, Soshite chichi ni naru) de Hirokazu Kore-eda  Japon
- One of a kind (Mon âme par toi guérie) de François Dupeyron  France
- The Priest's Children (Svecenikova djeca) de Vinko Brešan  Croatie
- The Unknown Known d'Errol Morris  États-Unis
- The Wind Rises (風立ちぬ, Kaze tachinu) de Hayao Miyazaki  Japon
- The Wonders (Pla’ot) d'Avi Nesher  Israël
- Lessons in Love (Words and Pictures) de Fred Schepisi  États-Unis
- Young & Beautiful (Jeune et Jolie) de François Ozon  France[3]

### New Voices/New Visions
- Above Dark Waters (Tumman veden päällä) de Peter Franzén  Finlande
- Bristel Goodman de Dan Harnden  États-Unis
- Everything We Loved de Max Currie  Nouvelle-Zélande
- Han Gong-ju de Lee Su-jin  Corée du Sud
- Left Foot Right Foot de Germinal Roaux  Suisse
- The Magnetic Tree (El árbol magnético) d'Isabel Ayguavives  Espagne
- Medeas d'Andrea Pallaoro  États-Unis
- Paris or Perish (Paris à tout prix) de Reem Kherici  France
- Patch Town de Craig Goodwill  Canada
- Root (Raiz) de Matías Rojas Valencia  Chili[4]

### World Cinema Now
- 3 Nights in the Desert de Gabriel Cowan  États-Unis
- Age of Uprising: The Legend of Michael Kohlhaas (Michael Kohlhaas) d'Arnaud des Pallières  France
- Alan Partridge: Alpha Papa de Declan Lowney  Royaume-Uni
- Another House (L'Autre maison) de Mathieu Roy  Canada
- The Auction (Le Démantèlement) de Sébastien Pilote  Canada
- Bastardo de Nejib Belkadhi  Tunisie
- Belle d'Amma Asante  Royaume-Uni
- Bicycling with Moliere (Alceste à bicyclette) de Philippe Le Guay  France
- Blind Dates de Levan Koguashvili  Géorgie
- Burkholder de Taylor Guterson  États-Unis
- Catch the Dream (Tarok) d'Anne-Grethe Bjarup Riis  Danemark
- Cupcakes (Bananot) d'Eytan Fox  Israël
- Days and Nights de Christian Camargo  États-Unis
- Empire of Dirt de Peter Stebbings  Canada
- Five Dances d'Alan Brown  États-Unis
- A Five Star Life (Viaggio sola) de Maria Sole Tognazzi  Italie
- The Forgotten Kingdom d'Andrew Mudge  Lesotho
- Gaming Instinct (Spieltrieb) de Gregor Schnitzler  Allemagne
- Generation War: Part 1 & 2 (Unsere Mütter, unsere Väter) de Philipp Kadelbach  Allemagne
- Gerontophilia de Bruce LaBruce  Canada
- Gold de Thomas Arslan  Allemagne
- Grand Central de Rebecca Zlotowski  France
- The Grand Seduction de Don McKellar  Canada
- Heart of a Lion (Leijonasydän) de Dome Karukoski  Finlande
- Hidden Hills de Dan Steadman  États-Unis
- Hotell de Lisa Langseth  Suède
- Hunting Elephants (Latzoud Pilim) de Reshef Levi  Israël
- In Secret de Charlie Stratton  États-Unis
- The Invisible Woman de Ralph Fiennes  Royaume-Uni
- It's All So Quiet (Boven is het stil) de Nanouk Leopold  Pays-Bas
- La jaula de oro de Diego Quemada-Diez  Mexique
- The Keeper of Lost Causes (Kvinden i buret) de Mikkel Nørgaard  Danemark
- King Ordinary (König von Deutschland) de David Dietl  Allemagne
- Lakshmi de Nagesh Kukunoor  Inde
- Last Call (Tercera LlamadaMunich (MUC)) de Francisco Franco  Mexique
- Le Chef (Comme un chef) de Daniel Cohen  France
- Leçons d'harmonie (Uroki garmonii) d'Emir Baigazin  Kazakhstan
- Longwave (Les Grandes Ondes (à l'ouest)) de Lionel Baier  France
- Living is easy with eyes closed (Vivir es fácil con los ojos cerrados) de David Trueba  Espagne
- Lootera de Vikramaditya Motwane  Inde
- Love and Lemons (Små citroner gula) de Teresa Fabik  Suède
- Lovely Louise de Bettina Oberli  Suisse
- Une autre vie (Lovers) d'Emmanuel Mouret  France
- Magic Men (Ha-ben shel elohim) de Guy Nattiv et Erez Tadmor  Israël
- Manuscripts Don't Burn (Dast-neveshtehaa nemisoozand) de Mohammad Rasoulof  Iran
- The Mercury Factor de Luca Barbareschi  Italie
- Miele de Valeria Golino  Italie
- Montage (Mong-ta-joo) de Jeong Guen-seop  Corée du Sud
- The Mute (El Mudo) de Daniel Vega  Pérou
- My Sweet Pepper Land de Hiner Saleem  France
- Mystery Road d'Ivan Sen  Australie
- Nightingale (Le Rossignol) de Philippe Muyl  France
- Oh Boy de Jan Ole Gerster  Allemagne
- Open Up To Me (Kerron sinulle kaiken) de Simo Halinen  Finlande
- Party Central de Kelsey Mann  États-Unis
- A Place in Heaven (Makom be-gan Eden) d'Yossi Madmoni  Israël
- Rabbit Woman (Mujer conejo) de Verónica Chen  Argentine
- Roa d'Andrés Baiz  Colombie
- Rosie de Marcel Gisler  Suisse
- Salvation Army (L'Armée du salut) d'Abdellah Taïa  France
- Salvo de Fabio Grassadonia et Antonio Piazza  Italie
- Sarah Prefers to Run (Sarah préfère la course) de Chloé Robichaud  Canada
- The Searches (Las búsquedas) de José Luis Valle  Mexique
- Siddharth de Richie Mehta  Inde
- Standing Aside, Watching (Na kathesai kai na koitas) d'Yorgos Servetas  Grèce
- Stay de Wiebke von Carolsfeld  Canada
- Still Life d'Uberto Pasolini  Royaume-Uni
- The Summer of Flying Fish (El verano de los peces voladores) de Marcela Said  Chili
- Tangerines (Mandariinid) de Zaza Urushadze  Estonie
- Tattoo (Tatuagem) de Hilton Lacerda  Brésil
- Those Happy Years (Anni felici) de Daniele Luchetti  Italie
- Traffic Department (Drogówka) de Wojtek Smarzowski  Pologne
- Two Mothers (Zwei Mütter) d'Anne Zohra Berrached  Allemagne
- Under the Same Sun de Sameh Zoabi  Israël
- Unforgiven (Yurusarezaru mono) de Sang-il Lee  Japon
- The Verdict (Het vonnis) de Jan Verheyen  Belgique
- Vic + Flo Saw a Bear (Vic+Flo ont vu un ours) de Denis Côté  Canada
- Walking with the Enemy de Mark Schmidt  États-Unis
- Yozgat Blues de Mahmut Fazil Coskun  Turquie[5]

### True Stories
- Afternoon of a Faun: Tanaquil Le Clercq de Nancy Buirski  États-Unis
- Big Joy: The Adventures of James Broughton de Stephen Silha  États-Unis
- Coast of Death (Costa da Morte) de Lois Patiño  Espagne
- Continental de Malcolm Ingram  États-Unis
- The Dog d'Allison Berg et Frank Keraudren  États-Unis
- Elaine Stritch: Shoot Me de Chiemi Karasawa  États-Unis
- Faith Connections de Pan Nalin  Inde
- Finding Vivian Maier de John Maloof  États-Unis
- For No Good Reason de Charlie Paul  Royaume-Uni
- The Galapagos Affair: Satan Came to Eden de Daniel Geller et Dayna Goldfine  États-Unis
- Gore Vidal: The United States of Amnesia de Nicholas Wrathall  États-Unis
- Grazing the Sky (A Ras del Cielo) d'Horacio Alcalá  Espagne
- Ignasi M. de Ventura Pons  Espagne
- The Italian Character (Il Carattere Italiano) d'Angelo Bozzolini  Allemagne
- The Manor de Shawney Cohen  Canada
- Monk With A Camera de Tina Mascara et Guido Santi  États-Unis
- Particle Fever de Mark Levinson  États-Unis
- Plot for Peace de Carlos Agulló  Afrique du Sud
- Purgatorio (Purgatorio: Viaje al Corazon de la Frontera) de Rodrigo Reyes  Mexique
- Slow Food Story de Stefano Sardo  Italie
- The Square (Al Midan) de Jehane Noujaim  Égypte
- A Story of Children and Film de Mark Cousins  Royaume-Uni
- Two: The Story of Roman and Nyro de Heather Winters  États-Unis
- The Venice Syndrome (Das Venedig Prinzip) d'Andreas Pichler  Allemagne
- What is Cinema? de Chuck Workman  États-Unis[6]

### Student Screening Day
- Wadjda (وجدة) de Haifaa Al Mansour  Arabie saoudite
- The Crash Reel de Lucy Walker  États-Unis

### The Gay!
- "Hers" : Reaching for the Moon (Flores Raras) de Bruno Barreto  Brésil
- "His" : Test de Chris Mason Johnson  États-Unis

### FIPRESCI
- Borgman d'Alex van Warmerdam  Pays-Bas
- The Broken Circle Breakdown de Felix Van Groeningen  Belgique
- Gloria de Sebastián Lelio  Chili
- The Hunt (Jagten) de Thomas Vinterberg  Danemark
- Omar de Hany Abu-Assad  Palestine

## Palmarès
- Prix du public :
  - Meilleur film : Lakshmi de Nagesh Kukunoor  Inde
  - Meilleur film documentaire : Gore Vidal: The United States of Amnesia de Nicholas Wrathall  États-Unis

- Prix FIPRESCI :
  - Meilleur film en langue étrangère : The Broken Circle Breakdown de Felix Van Groeningen  Belgique
  - Meilleurs acteurs dans un film en langue étrangère : (ex æquo) 
    - Mads Mikkelsen pour The Hunt (Jagten)
    - Bérénice Bejo pour The Past (Le Passé)

- New Voices/New Visions Award : Medeas d'Andrea Pallaoro  États-Unis
  - Mention spéciale : Left Foot Right Foot de Germinal Roaux  Suisse

- Cine Latino Award : (ex æquo) 
  - Heli d'Amat Escalante  Mexique
  - Living is easy with eyes closed (Vivir es fácil con los ojos cerrados) de David Trueba  Espagne
    - Mention spéciale : Gloria de Sebastián Lelio  Chili

- John Schlesinger Award : Finding Vivian Maier de John Maloof  États-Unis

- Bridging the Borders Award : Walesa. Man of Hope (Walesa. Czlowiek z nadziei) d'Andrzej Wajda  Pologne
  - Prix spécial du jury : Plot for Peace de Carlos Agulló  Afrique du Sud[7]

### Prix spéciaux
- Director of the Year Award : Steve McQueen pour Twelve Years a Slave « Steve McQueen captive son public en le provoquant via un sujet peu orthodoxe et une technique implacable. McQueen est passé maître dans l'art d'utiliser les sens pour créer l'essence de son œuvre. Dans 12 Years a Slave, le public est intégralement impliqué dans le cauchemar insoutenable et violent que vit un homme libre kidnappé et vendu comme esclave, pour finalement retrouver sa liberté. A Steve McQueen, un talent certain en plein essor qui se range parmi les plus grands à chaque réalisation, le festival de Palm Springs est fier de lui remettre le Director of the Year Award 2014. »
- Breakthrough Performance Award : Lupita Nyong'o pour Twelve Years a Slave « Lupita Nyong'o est magistrale dans le rôle d'une esclave dont la beauté attire l'attention du son maître vicieux interprété par Michael Fassbender. Son interprétation est sauvage et profondément touchante et sert de pivot central au message délivré par le film sur l'inhumanité de l'esclavage. »
- Ensemble Cast Award : American Hustle « American Hustle vous accroche dès le début et il est peuplé par une série de personnages éminemment réalistes, interprétés par ce casting éblouissant. »
- Spotlight Award : August: Osage County
- Frederick Loewe Award for Film Composing : Thomas Newman pour Saving Mr. Banks
- Chairman's Award : Tom Hanks pour Captain Phillips et Saving Mr. Banks « Dans un exploit remarquable qui démontrer la grandeur de son talent, Tom Hanks a cette année interprété deux personnages réels. Dans Captain Phillips, il joue Richard Phillips, le capitaine du navire capturé par des pirates, et dans Saving Mr. Banks, il incarne Walt Disney qui tente alors d'adapter le roman Mary Poppins en film – soit deux rôles qui ne pourraient être plus opposés. »
- Lifetime Achievement Award : Bruce Dern
- Icon Award : Meryl Streep
- Desert Palm Achievement Award : Sandra Bullock pour Gravity et Matthew McConaughey pour Dallas Buyers Club
- Creative Impact in Directing Award : John Lee Hancock Saving Mr. Banks
- Creative Impact in Acting Award : Jonah Hill « pour l'envergure de son travail allant des comédies aux rôles plus dramatiques, comme lors de sa nomination à l'Oscar pour Moneyball ou pour le très attendu film de Scorsese The Wolf of Wall Street. »[8]

### Directors to Watch
- Belle d'Amma Asante  Royaume-Uni
- The Selfish Giant de Clio Barnard  Royaume-Uni
- Very Extremely Dangerous de Paul Duane  États-Unis  Irlande
- Tammy de Ben Falcone  États-Unis
- Infinitely Polar Bear de Maya Forbes  États-Unis
- Beneath the Harvest Sky d'Aron Gaudet et Gita Pullapilly  États-Unis
- Leijonasydän de Dome Karukoski  Finlande
- Dear White People de Justin Simien  États-Unis
- The Road Within de Gren Wells  États-Unis